# Le Chevalier D’Éon
Le Chevalier D’Éon (Japonês: シュヴァリエ, Hepburn: Shuvarie, Francês: "Chevalier", lit. "Cavaleiro") ou Le Chevalier D’Eon é uma série de televisão de anime japonesa produzida pela Production I.G baseada numa história original de Tow Ubukata. O anime originalmente estreou no Japão no WOWOW de 19 de agosto de 2006 a 2 de fevereiro de 2007. A história também foi adaptada para uma série de mangá escrita por Tow Ubukata e ilustrada por Kiriko Yumeji, que foi publicada pela primeira vez em 2005. O personagem-título é vagamente baseado na figura histórica Chevalier d’Éon, que viveu em meados do século 18, na França pré-revolucionária, sob o reinado de Luís XV.  
Le Chevalier D'Eon foi emitido pelo Animax em Portugal no ano de 2008 fazendo parte do catalogo de animes que o canal promovia no meses seguintes à sua estreia.

## Enredo
A história começa em Paris em 1742, quando o corpo de uma mulher chamada Lia de Beaumont é encontrado em um caixão flutuando ao longo do Sena. A única pista sobre sua morte é a palavra "Salmos", escrita com sangue na tampa do caixão. D'Eon de Beaumont, o irmão mais novo de Lia e um cavaleiro a serviço do rei Luís XV, decide investigar a misteriosa morte de sua irmã, juntamente com o estranho desaparecimento de várias mulheres francesas. Por ordem do rei da França, ele deve recuperar os salmos reais que estão ligados à misteriosa morte de sua irmã e ao caso das mulheres desaparecidas. No início de sua jornada para encontrar os Salmos Reais, D'eon é acompanhado por um rapaz chamado Robin, indicado a ele pela Rainha, um cavalheiro chamado Durand, que é um antigo colega de sua irmã e seu antigo mestre, Teillagory. Os quatro mosqueteiros atravessam a França, a Rússia e a Inglaterra tentando se aproximar da verdade e dos Salmos Reais. No entanto, eles logo descobrem que um quinto membro está em seu partido. Lealdades são testadas à medida que avançam no caminho dos Salmos Reais.

## Temática
| “                                                                   | "O espírito da determinação para sobreviver à tragédia transforma a contradição num novo conjunto de valores - em vez de permitir que ela o destrua." | ” |
| — Tow Ubukata, o criador, https://en.wikipedia.org/wiki/Newtype_USA | |   |

Os temas da série giram em torno da França do século 18, que Ubukata acredita ter resultado num novo conjunto de tradições culturais, bem como em várias tragédias. Segundo ele, "os problemas decorriam pelo facto de que ninguém sabia exatamente quais ideias levariam a uma felicidade maior. Por outras palavras, eles eram forçados a viver sob o peso da contradição". Foi isso que fez do Chevalier d'Eon uma "figura adequada para ser protagonista", porque ele incorporou todas as contradições daquele período, que Ubukata lista como "riqueza e pobreza, fé e heresia, diplomacia e conspiração, rei e plebeu". , até mesmo a devastação da guerra e o florescimento da cultura." Ubukata também usou esse tema ao conceituar o uso de salmos como "magia negra". Ele disse que "esperava que a ironia de usar a ideia abstrata de 'orações a Deus' para descrever o mal fosse vista como igualmente trágica por pessoas de muitas fés e religiões diferentes".

## Produção

### Criação e conceção
toi8 do Studio 4°C foi inicialmente convidado para trabalhar no design dos personagens da série, mas o trabalho foi passado para sua esposa, Tomomi Ozaki, devido a limitações de tempo. De acordo com Ozaki, o diretor Kazuhiro Furuhashi solicitou que os personagens "não se parecessem com personagens de mangá ou muito reais; e não muito parecidos com animes", e que ele queria que os designs fossem fiéis aos detalhes históricos. Ozaki às vezes se referia a retratos históricos do período da série como referência para seus designs, bem como a atores de filmes de faroeste, mencionando que ela se referia aos penteados de Brigitte Bardot enquanto desenhava os penteados de Anna Rochefort, e usava Brad Pitt como referência para Durand.
| “                                                                                              | Quando trabalhamos em uma série, muitas vezes raspamos aspectos indesejados de cada personagem à medida que a série avança e os personagens se desenvolvem, porque gradualmente percebemos as principais qualidades de cada um deles. Para Le Chevalier D'Eon, acho que quase nunca removemos nenhum conteúdo dos currículos dos personagens principais que foi definido no início. Sinto que conseguimos manter a atmosfera pretendida de um drama catártico de pessoas que foram e não leais ao seu país 'às vésperas da Revolução Francesa'. Nós nos mantivemos fiéis ao enredo que nos foi dado inicialmente e sinto que realmente adicionamos profundidade a ele. | ” |
| — Shotaro Suga, roteirista, http://www.productionig.com/contents/works_sp/44_/s08_/000520.html | |   |

O roteirista Shotaro Suga foi contatado por Tetsuya Nakatake no início do projeto, e concordou em trabalhar com eles quando foi informado que Tow Ubukata e Kazuhiro Furuhashi estavam a participar na produção. Ele não pôde trabalhar no projeto imediatamente, pois também estava a trabalhar em Eureka Seven na época. Suga admitiu estar nervoso em trabalhar com Furuhashi, a quem ele descreveu como um "diretor experiente" porque as outras séries em que trabalhou (como Ghost in the Shell: Stand Alone Complex, Blood+, Eureka Seven e Casshern). Ele descreveu as leituras do roteiro de Le Chevalier D'Eon como "cada vez mais intensas" do que seus projetos anteriores, e que todos "continuaram debatendo para examinar cada detalhe". O escritor principal Yasuyuki Muto observou que suas reuniões de roteiro duraram até doze horas.
Muto foi responsável pelo roteiro de onze dos vinte e quatro episódios. Ubukata e Furuhashi forneceram as ideias para os episódios, que a equipe de roteiristas adaptou aos roteiros. "O diretor Furuhashi e Ubukata-san, que é romancista, deram muito peso aos diálogos", disse Muto. Suga comentou que "[comparado a outros trabalhos, o roteiro de Le Chevalier D'Eon é enorme", observando que um episódio tinha um roteiro de cem páginas. Muto observou que seu foco principal ao escrever era a "...'emoção' de cada personagem". Muto esteve presente durante as sessões de pós-gravação das produções, principalmente porque acreditava que seria mais fácil para a equipa ter um escritor disponível caso surgissem problemas durante as gravações.
De acordo com Furuhashi, o roteiro da série levou cerca de dez meses para ser concluído e, graças à colaboração com um romancista (Ubukata), o roteiro continha de 30 a 40% mais informações do que um roteiro de televisão comum.

### Design e animação
O diretor de arte Hiroshi Ono afirmou que inicialmente não conseguia decidir se trabalharia ou não neste projeto, dizendo "As informações que eles me deram foram suficientes para ver que este não seria um trabalho simples. A história que se passa em Versalhes e estende-se da França à Rússia e Inglaterra. Isso significa que nós não podemos reutilizar os mesmos elementos de fundo ao longo da série e, em vez disso, devemos criar novos para cada episódio. Histórias de viagens são sempre os projetos mais difíceis de todos." Ono foi responsável pelos designs de fundo usados na série e usou fotografias e pinturas clássicas como referências. CGI 3D foi usado na criação de certos planos de fundo e configurações para a série, como a Galeria dos Espelhos.
toi8 do Studio 4°C assumiu o papel de projetar as armas e adereços para a série. Ele utilizou diferentes materiais de referência para seus designs, dizendo que "confiava em imagens em livros e na web", bem como em filmes como Fanfan la Tulipe e The Affair of the Necklace. toi8 foi inicialmente convidado a trabalhar no design dos personagens da série, mas o trabalho foi repassado para Tomomi Ozaki devido a limitações de tempo.
Ozaki observou que Furuhashi solicitou que os personagens "não se parecessem com personagens de mangá ou muito reais; e não muito parecidos com anime", e que ele queria que os designs fossem fiéis aos detalhes históricos. Ela disse que às vezes se referia a retratos históricos do período da série como referência para seus designs, e também citava fontes específicas para seus designs. "Para o cabelo de Anna, imaginei os penteados de Brigitte Bardot. Para Count Guercy, escolhi Jack Black no School of Rock. Durand vem do Brad Pitt, e Anthony Hopkins em Mask of Zorro foi meu modelo para Teillagory", disse ela.
Os esquemas de cores para os personagens foram decididos pelo designer de cores Idumi Hirose. Devido às constantes mudanças de tempo e localização ao longo da série, Hirose disse que às vezes eles precisavam usar de 20 a 30 esquemas de cores diferentes para cada personagem em um único episódio. Furuhashi solicitou que o método de "traço de cor", um método de coloração onde os contornos pretos sólidos são substituídos por contornos coloridos, fosse usado nas roupas de personagens femininas aristocráticas.

### Música
A compositora Michiru Oshima afirmou que esta é "a primeira vez em anos" que ela teve a chance de compor peças "muito clássicas". Ela afirmou que, enquanto compunha a música para a série, estava a "tentar conscientemente adicionar profundidade típica da música clássica europeia" e que acreditava que as peças orquestrais se adequavam bem à série porque os personagens "são todos sérios e pesados."
A música "BORN", composta e interpretada por Miwako Okuda, é usada como tema de abertura da série em todos os vinte e quatro episódios. O tema de encerramento da série ("OVER NIGHT" de Aya), que também é usado em todos os vinte e quatro episódios, foi composto especialmente para o projeto. Aya afirmou que se inspirou na primeira ilustração que lhe foi mostrada, que era de "D'Eon, salpicado com o sangue de sua vítima, caminhando na cidade em chamas de Paris segurando as mãos de Lia".

## Media
Le Chevalier D'Eon foi inicialmente desenvolvido como um projeto cross-media que seria lançado simultaneamente em formato de romance, mangá e anime. Cada um dos três diferentes médiuns apresentou uma interpretação diferente da história e do protagonista de Ubukata, mas ele disse que "cada versão complementa as outras".

### Lançamentos
Le Chevalier D'Eon foi lançado no Japão no WOWOW de 19 de agosto de 2006 a 2 de fevereiro de 2007. A Animax também exibiu a série no Japão, bem como em suas respectivas redes em todo o mundo, incluindo suas redes em inglês no Sudeste Asiático e na Índia. O primeiro episódio da série também foi exibido no Festival Internacional de Animação de Ottawa em setembro de 2006. Em Portugal foi emitido no ano 2008 no Animax.
Em outubro de 2007, a Media Factory lançou a série em formato DVD no Japão com doze volumes contendo dois episódios cada. A série foi originalmente licenciada na América do Norte pela ADV Films, mas os direitos da série foram transferidos para a Funimation em 2008, junto com os direitos de várias outras séries de anime. A ADV Films lançou a série em seis volumes de DVD com quatro episódios em dezembro de 2007. Em dezembro de 2008, a Funimation lançou uma caixa completa dos DVDs da série, que contém todos os episódios em quatro discos. Os dois primeiros discos contêm comentários junto com alguns dos episódios da série, e um disco adicional com conteúdo extra, como vídeos promocionais e entrevistas com o elenco japonês original também está incluído.
Em 1º de dezembro de 2009, a Funimation lançou um DVD contendo todos os 24 episódios na América do Norte. Nunca recebeu uma versão de DVD legendada em português de Portugal.

### Mangá
O mangá, ilustrado por Kiriko Yumeji e escrito por Tow Ubukata, apresenta uma história quase totalmente diferente da série de anime. É descrito por Ubukata como "uma tentativa humorística de combinar D'Eon de Beaumont, a França do século XVIII e uma história de super-herói". A história se concentra em D'Eon de Beaumont, um policial que também é membro da Polícia Secreta do Rei Luís XV (Le Secret du Roi), e suas relações com um culto que sacrifica virgens para seus rituais.
O mangá foi serializado na Kodansha's Magazine Z e foi lançado em oito volumes tankōbon, com o primeiro volume publicado em outubro de 2005 e o último volume em setembro de 2008. Del Rey publicou o primeiro volume do mangá nos Estados Unidos em 26 de junho de 2007, e lançou todos os oito volumes em 27 de julho de 2010. A Kodansha USA licenciou o mangá e está lançando-o digitalmente.

### Banda sonora
A trilha sonora da série foi lançada pela BMG Japan (agora conhecida como Sony BMG) em 22 de novembro de 2006. A trilha sonora apresenta vinte e oito faixas de música de fundo usadas na série, bem como as versões curtas dos temas de abertura e encerramento.

### Crítica
Os críticos elogiaram Le Chevalier D'Eon por seu design de arte e animação. Tasha Robinson, da Sci Fi Weekly, elogiou os detalhes dos designs, mas afirmou que "todos os personagens têm uma aparência uniforme; os trajes recebem muito mais atenção do que seus rostos e os resultados são bonitos, mas insossos". Theron Martin, da Anime News Network, disse: "A arte de fundo varia um pouco mais, de um pouco áspera a incrivelmente linda, com algumas fotos feitas em CG de Versalhes rivalizando até mesmo com os detalhes requintados do melhor trabalho da Gonzo. Embora a série use algumas cenas estáticas, nenhuma delas nem quaisquer outras falhas podem ser encontrados nas lutas de espadas bem coreografadas, onde a atenção aos detalhes (especialmente em raros frames de anime de footwork crítico) e a mudança de perspetivas, compensam pequenas falhas em outros lugares." Chris Beveridge do Mania.com disse que "o detalhe e a aparente precisão em muitas cenas são ótimos de se olhar". Da mesma forma, Brett D. Rogers da revista Frames Per Second elogiou o design e a animação, dizendo que eles são "lindamente renderizados em estilo rococó e gótico para criar a aparência da França do século 18", embora também afirmando que o "CGI é usado com bons resultados na reprodução dos espaços vastos e opulentos de Versalhes, mas as transições entre esses efeitos e o corpo principal da animação são um pouco incorretas." O enredo da série ganhou reações mistas dos críticos. Robinson reclamou que a maior parte do enredo da série "cai", dizendo que foi "entregue muito rapidamente e com pouco efeito". Ela também comparou Le Chevalier D'Eon a Gankutsuou de GONZO, descrevendo ambas as séries como "fortemente faladas, mas rápidas o suficiente para serem confusas". a qualidade desta série".